# Warszawska Szkoła Wyższa z siedzibą w Otwocku
Warszawska Szkoła Wyższa z siedzibą w Otwocku (poprzednio Wyższa Szkoła Przedsiębiorczości i Nauk Społecznych w Otwocku, WSPiNS) – uczelnia niepubliczna w Otwocku założona w 2001 roku. Prowadzi studia I stopnia oraz studia podyplomowe.

## Historia
Inicjatywa utworzenia uczelni w Otwocku powstała w 1998 roku. Udało się zgromadzić wysoko wykwalifikowaną kadrę dydaktyczną, grono profesorów wykonało szereg prac przygotowawczych i organizacyjnych. W dniu 6 grudnia 2001 r. Minister Edukacji Narodowej dokonał wpisu WSPiNS do rejestru uczelni zawodowych pod pozycją 89.
Uczelnia rozpoczęła działalność od semestru letniego roku akademickiego 2001/2002 w pomieszczeniach Zespołu Szkół Nr 1 przy ul. Słowackiego 4/10 w Otwocku. Wspólne wykorzystywanie tych pomieszczeń było znacznym utrudnieniem dla działalności uczelni, zwłaszcza w zakresie funkcjonowania specjalistycznych pracowni i biblioteki. W roku 2003 uczelnia zakupiła nieruchomość przy ul. Armii Krajowej 13 (dawna willa Elżbieta w Otwocku) o powierzchni ponad 1500 m².
Funkcję rektora pełnili kolejno: prof. Jerzy Dębski (w pierwszej, rocznej kadencji), prof. dr Janusz Kowalski, prof. dr hab. Krystyna Twardowska, dr inż. Adam Sowiński, dr inż. Anna Wróblewska, dr Andrzej Pietrych. Od 1 października 2014 r. rektorem uczelni był dr Dariusz Prokopowicz, a od 1 listopada 2015 prof. dr hab. Józef Szabłowski.
Od 1 lutego 2016 roku uczelnia zmieniła nazwę na Warszawska Szkoła Wyższa z siedzibą w Otwocku.

## Oferta edukacyjna
WSW z siedzibą w Otwocku ma własną bazę dydaktyczną, w której prowadzi studia oraz kursy, m.in. kurs komputerowy, kursy maturalne oraz kurs prawa jazdy.

### Studia licencjackie
- administracja
- zarządzanie
- finanse i rachunkowość

### Studia podyplomowe
- administracja publiczna
- zarządzanie kadrami
- zarządzanie nieruchomościami
- MBA – Master of Business Administration